# Langenargen
Langenargen este o comună din landul Baden-Württemberg, Germania.

## Personalități născute aici
- Stefan Lanka (n. 1963), biolog, celebru pentru teoriile sale controversate.

1. ↑  Alle politisch selbständigen Gemeinden mit ausgewählten Merkmalen am 31.12.2018 (4. Quartal) (în germană), Statistisches Bundesamt[*], arhivat din original la 10 martie 2019, accesat în 10 martie 2019